# Stadtmöbel

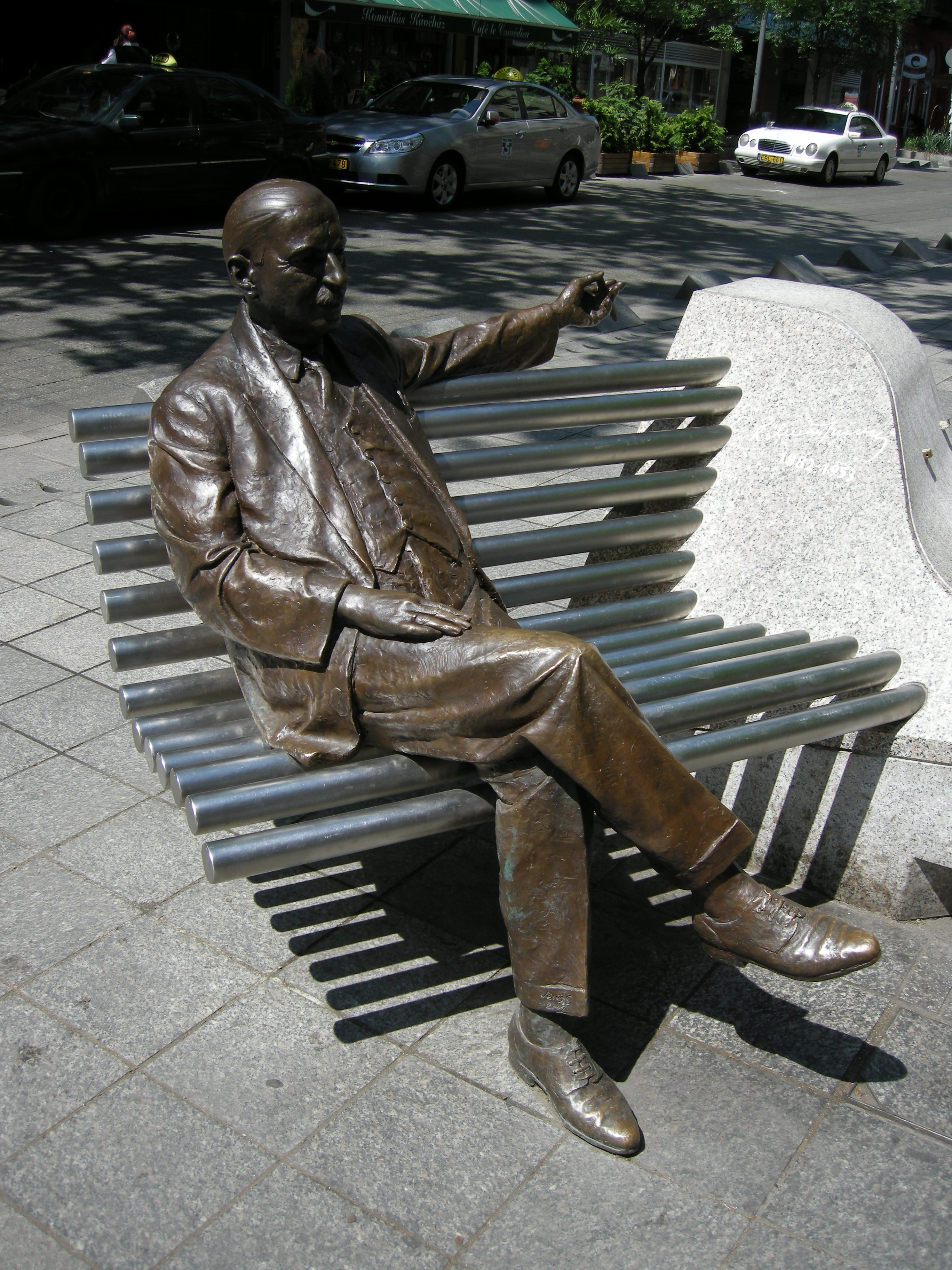
Beispiel: Eine Stadtbank auch als Kunstwerk in Budapest, 2009

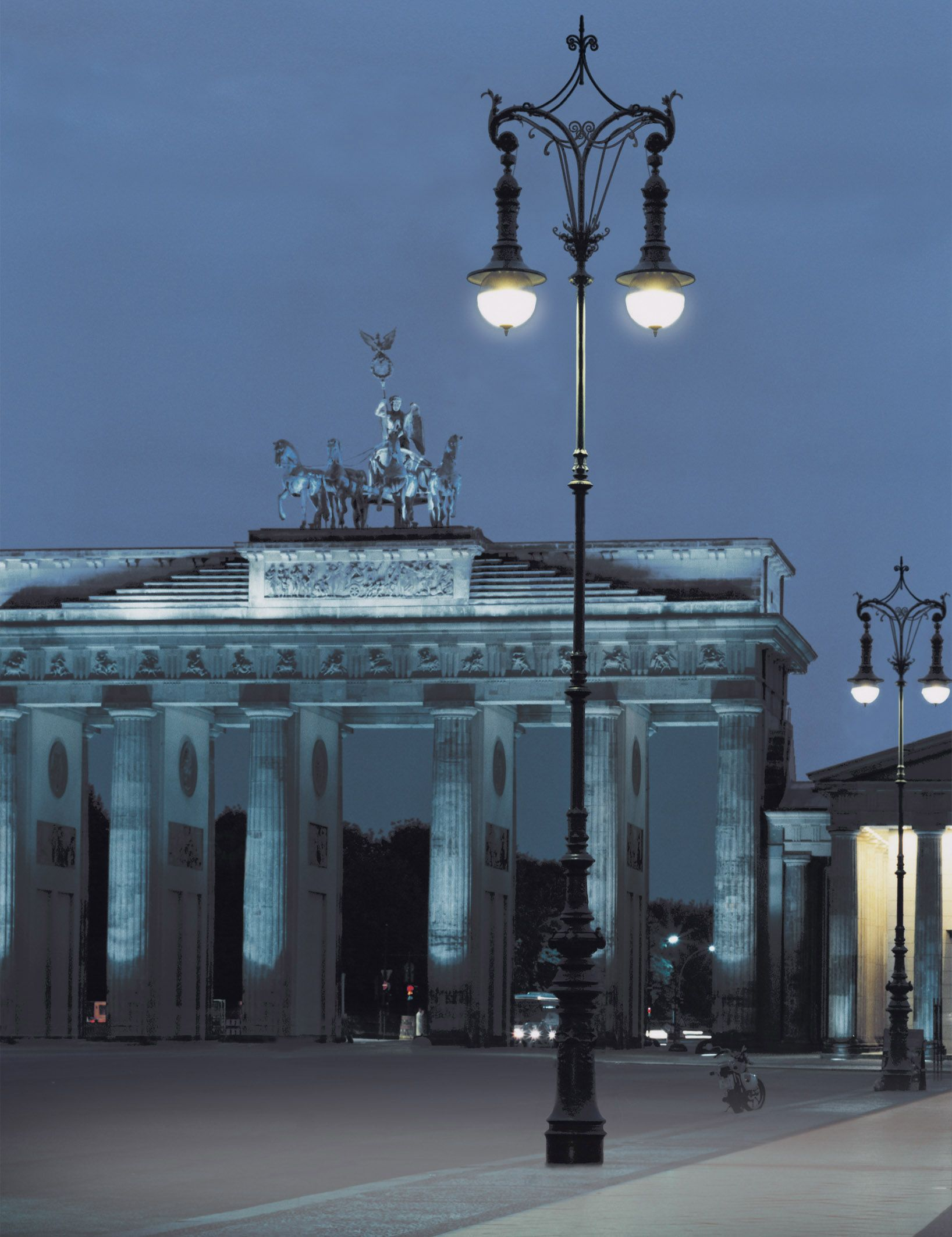
Straßenbeleuchtung am Brandenburger Tor, 2007

Der Begriff Stadtmöbel (auch Straßenmöbel oder Stadtmobiliar) ist der Oberbegriff für jene Gegenstände im Außenbereich des öffentlichen Stadtraums, auf Plätzen oder in Parkanlagen, die vergleichbar dem klassischen privaten Mobiliar, den Stadtraum möblieren und zweckgebunden sind.
Ein Stadtmöbelstück bietet Funktionen, die im öffentlichen Raum benötigt werden (beispielsweise Abtrennungen) oder es dient zur Information oder Werbung, dem Verweilen, Erholen oder Spielen. Stadtmöbel können die Funktion defensiver Architektur haben. Eine überbordende Stadtmöblierung wird von Planern und Architekten aus gestalterischen Gründen auch kritisch bewertet.

## Definitionen

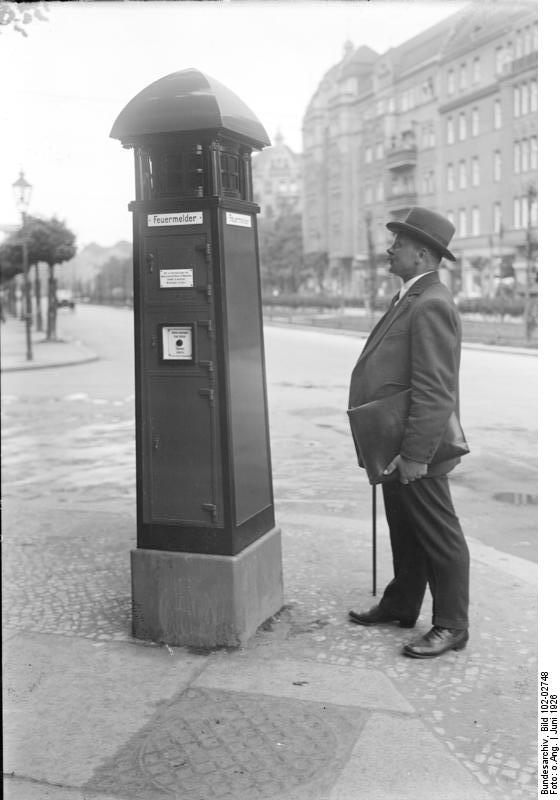
Feuermelder in Berlin, 1926

Mit dem Begriff Stadtmöbel werden Objekte und Einrichtungen im öffentlichen Raum bezeichnet, die im Gegensatz zu Gebäuden und anderen baulichen Anlagen eine Dimension haben, die näher an der Größenordnung von Möbelstücken sind als an der von Architektur, und die teilweise ähnliche Funktionen haben wie klassische Möbel. Verglichen mit Mobiliar im Innenraum sind deren Dimensionen jedoch zum Teil deutlich größer.

„Brunnen, Laternen, Verkaufshäuschen, Anschlagsäulen, Bedürfnisanstalten, Feuermelder, Rufsäulen, Normaluhren, Telefonzellen, Haltestellensäulen, Straßennamensschilder, Dung- und Sandkästen, Oberleitungsmasten der Straßenbahn, Schaltkästen, Wartehallen, Reklametafeln, Briefkästen, Abfallbehälter, Blumenkübel, Belüftungsschächte, Gehsteigeinfassungen und Ruhebänke – das alles fiel oder fällt heute unter den Begriff „Straßenmöbel“, den übrigens der Überlieferung nach der einstige Stadtbaudirektor Werner Düttmann geprägt haben soll.“

Oft ist es reines Zweckmobiliar, andererseits häufig einem bewussten Gestaltungsanspruch der jeweiligen Kommune entsprungen. In größeren Städten unterliegen sie teilweise einem Image tragenden Formenkanon, mit deren Entwicklung Architekten und Designer beauftragt werden mit dem Zweck einer Corporate Identity und zur kulturellen Darstellung.
Die Einteilung in bestimmte Stadtmöbelgruppen ist nicht eindeutig und kann nach verschiedenen Kriterien erfolgen. Eine Abgrenzung zu den Immobilien fällt bei einer Reihe der Stadtmöbel schwer, da das meiste Stadtmobiliar aus funktionellen Gründen fest montiert ist, damit ebenfalls immobil bleibt und kein Möbelstück im klassischen Sinne darstellt. Zwei typisch deutsche Anlagen im Straßenraum, die oft als Beispiel für Stadtmöbel angeführt werden, sind die Litfaßsäule und das Pissoir, auch in Form des Berliner „Café Achteck“. Bei diesen Immobilien wird das Abgrenzungsproblem offenkundig. Eine übliche WC-Anlage oder ein Kiosk können nicht als Stadtmöbel angesehen werden, auch ein Wasserspeier kann nur feststehend (immobil) montiert sein, da er einen festen Anschluss an das Wasserversorgungssystem benötigt.

## Ausschlussdefinition
Nicht zum Stadtmobiliar gehören

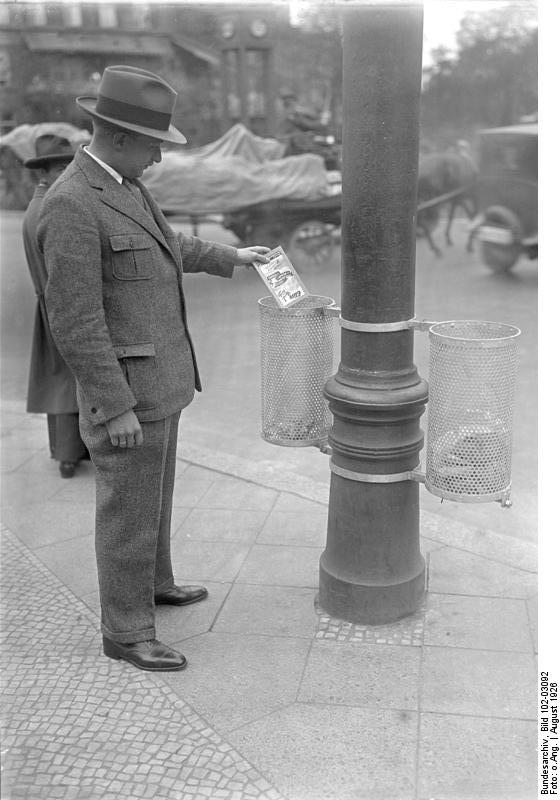
Papierkörbe am Straßenbahnmast, 1926

- feste Bestandteile der Straßenanlage, wie Bordkantensteine, Gehwegplatten, Asphaltdecken, Gullydeckel oder Schallschutzwände,
- technische Einrichtungen die dem Betrieb und der Sicherheit einer Stadt dienen,
- am Wassernetz betriebene Hydranten und die zum Stromnetz gehörenden Transformatoren, Stromauslässe, auch Telefonverteilerkästen,
- Überwachungskameras und Beschallungsanlagen ebenso Schüttgutboxen, Glas- und Papiercontainer.

Gebäude nach den Definitionen der Landesbauordnungen, die von Menschen betreten werden können und geeignet oder bestimmt sind, dem Schutz von Menschen, Tieren oder Sachen zu dienen, von einiger Beständigkeit und mit dem Erdboden fest verbunden sind gehören nicht zu den Stadtmöbeln. Das betrifft alle oberirdischen, selbstständig benutzbaren, überdachten baulichen Anlagen im öffentlichen Raum. Gemeint sind hiermit Kioskanlagen, Wartehallen des öffentlichen Verkehrs, Toilettenhäuschen und -anlagen sowie Pissoirs, Überdachungen in einer Einkaufszone oder eines Bahnhofeingangs, überdachte Fahrradabstellanlagen nicht als Stadtmöbel kategorisiert werden.
Verschiedene Ansichten über die Zugehörigkeit zum Stadtmobiliar gibt es bei Beleuchtungskörpern, Lichtzeichenanlagen und Verkehrszeichen: obwohl sie dem Verkehrsfluss dienen und notwendige Ausstattungen der Straßenanlage sind, werden sie oft als Stadtmöbel verstanden. Eine differenzierte Betrachtung ist bei Briefkästen oder Taxi-Säulen zu sehen. Reine Strukturgebilde werden oft nicht als Stadtmöbel gemeint. „Infrastrukturgegenstände“ durch designerische Gestaltung und ortsbezogene Ausführungen, die sich harmonisch in das Stadtbild einfügen, erwerben den Charakter von Stadtmobiliar. Solche Ausrüstungen im Straßenland können durchaus geschaffen sein, um Werbeeinnahmen zu generieren. Fahrradständer und Müllbehälter sind als „Möbel der Stadt“ charakterisiert.

## Nutzung für Werbezwecke
In den letzten Jahren werden unter diesem Begriff zunehmend größere Objekte und auch Gebäude verstanden. Dabei werden oft in Public Private Partnership Dienstleistungsfunktionen kommunaler Einrichtungen mit den Interessen privater Werbeagenturen und Investoren verknüpft. Dies gilt zum Beispiel für Wartehallen, Straßenbahnsteigdächer, öffentliche Telefone und Toiletten. Stadtmöbel werden auch allein für Werbezwecke geschaffen, wie die Litfaßsäule, Mega-Light-Boards und Recyclingbehälter mit hinterleuchteter Plakat-Werbung.
Die Werbewirtschaft hat Interesse an Stadtmöbeln, mit denen gleichzeitig Werbeeinnahmen generiert werden können. Um die Aufstellung und die Nutzungsrechte der Außenwerbung von Stadtmöbeln hat sich ein eigener Industriezweig entwickelt. Die lokalen Werberechte auf öffentlichem Grund und Boden werden von den Kommunen vergeben. Sie schließen mit den Außenwerbern zumeist langfristige Verträge. Diese sehen typischerweise für den Stadtmöblierer die Pflicht zum Aufbau und der Instandhaltung der entsprechenden Einrichtungen vor, wie die von öffentlichen WC-Anlagen. Als Gegenleistung darf dieser die Werbeflächen vermarkten. Je nach Attraktivität und Menge der Werbeflächen erhält die Kommune auch Geld vom Stadtmöblierer oder muss diesen für seine Leistungen bezahlen. Laufzeiten dieser Verträge von 10 bis 15 Jahren sind in Anbetracht der zu tätigenden Investitionen durchaus üblich. Solche Einrichtungen im öffentlichen Raum sind die Wall-Kioske, die von der Wall AG zur kostenlosen Nutzung aufgestellt werden und für Aufstellung und Unterhaltung aus deren Werbeeinnahmen finanziert sind.

## Einsatz von Stadtmöbeln

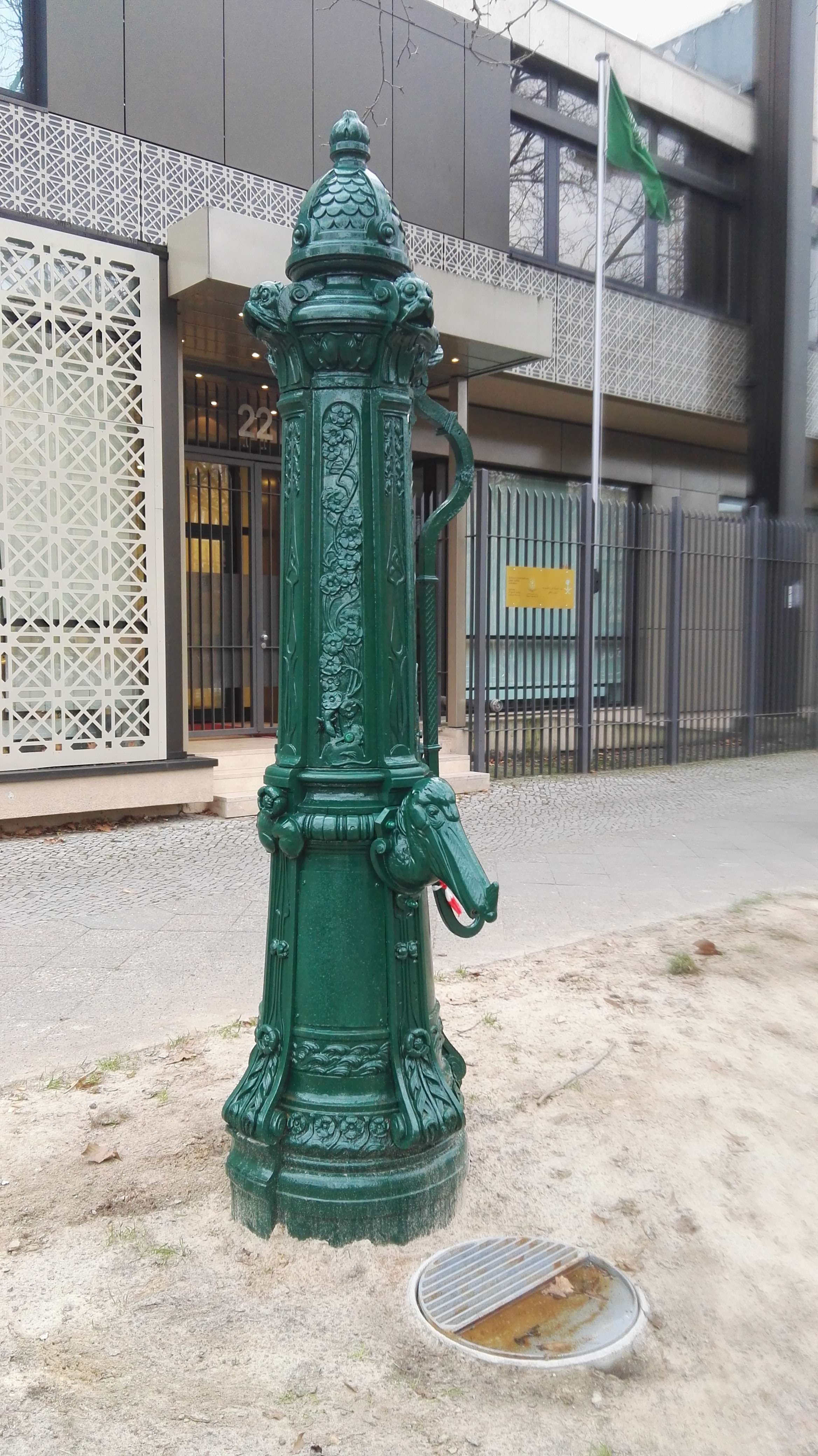
Straßenbrunnen der Notwasserversorgung in Berlin, 2017

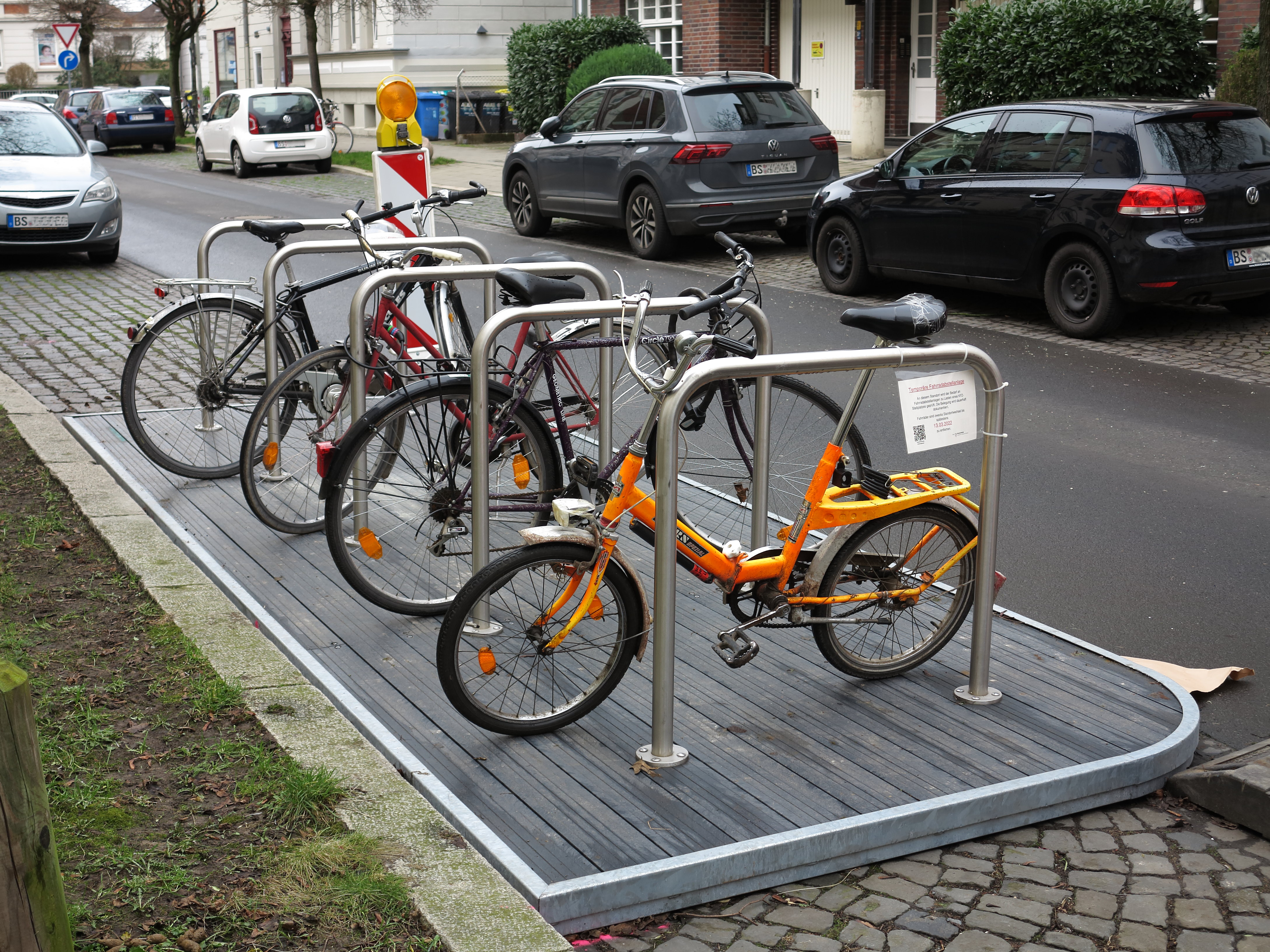
Fahrradflunder zur Ermittlung der Nachfrage an Fahrradabstellanlagen

Zum Gestalten des Verkehrsflusses, dem Abtrennen von Bereichen oder allgemein dem Schutz der Bürger dienen Geländer, Pfosten, Absperrketten, Schranken oder Leit- und Schutzzäune. Weitere Stadtmöbel für diesen Zwecke sind Poller oder allgemeiner Absperrelemente. Auch Baumschutzeinrichtungen und Fahrradständer oder Parkbügel gehören zu dieser Gruppe. Eine weitere Funktion ist die Versorgung mit allgemein zugänglichen Dingen des Konsums wie Verkaufsautomaten, Trinkbrunnen und Wasserpumpen, wobei letztere besonders auch für die Notwasserversorgung dienen. Der Aufrechterhaltung der allgemeinen Ordnung dienen Abfallkörbe. Um die Parkmöglichkeiten zu strukturieren oder zeitlich zu begrenzen, werden Parkautomaten aufgestellt.
Der Information von Bürgern dienen Informationstafeln und Stadtpläne, Schau- und Mitteilungskästen und die vorzugsweise an Säulen angebrachten Hinweisschilder. Andere der Information dienende Möbelstücke sind Normaluhren, Sonnenuhren und Wettersäulen. Oft sind diese kunstvollen Einrichtungen mit Werbung verbunden. Gesondert und ausschließlich für Werbung werden Werbetafeln und Litfaßsäulen sowie Plakatwände genutzt. Einer Zwischenstellung zwischen allgemeiner Information und gesonderter Werbung haben Stand- und Wandvitrinen.
Außer einer allgemeinen Information sind für Zwecke der Kommunikation mit Behörden oder für den Notfall im Stadtraum Notrufsäulen und Brandmelder und allgemeine Telekommunikationseinrichtungen oder Informationssäulen (Info-Point) vorhanden. Speziellere Aufgaben vermitteln Aussichtsteleskope oder Großbildschirme für Public Viewing oder Feinstaubfilter.
Einer allgemeinen kulturellen Funktion zum Verweilen, Erholen oder Spielen dienen Sitzgelegenheiten, Pflanzkästen und -kübel, Pergolen. Auch Brunnen, Spielgeräte, Fahnenmasten oder Sprunginseln sind vorzugsweise dafür geeignet. Eindeutiger als Kultur im Stadtraum sind Denkmale und Skulpturen zuzuordnen. Die Aufstellung von Stadtmöbeln gehört zum Aufgabenbereich der öffentlichen Hand, wenn der Standort jedoch kein Stadtland ist, kann es zu Streit um Stadtmöbel kommen.
Die Umsetzung moderner Technologien macht vor den Straßenmöbeln nicht hat, so lassen sich Sitzbänke mit Ladestation und WiFi als Smartbench ausrüsten. Statt massiven Betonsperren können Stadtmöbel, wie fest verankerte Bänke oder eingezogene Schutzmauern, zugleich der Erhöhung der Sicherheit im öffentlichen Raum dienen.
Schon lange sind Stadtmöbel, wenn auch nicht unter diesem Oberbegriff für die Gestaltung des öffentlichen Lebens in Städten bedeutsam. Eine Aufstellung zum 1. April 1911 für Berlin (damals in den Grenzen des Bezirks Mitte) nennt: 27.678 Lichtständer (Masten, Kandelaber), 18.093 Masten der Straßenbahnoberleitung, 1532 Brunnen aller Art und Konstruktion, 1140 Anschlagsäulen, 874 Haltestellenpfosten für Straßenbahn und Omnibus, 538 Dung- und Sandkästen, 200 Feuermelder, 46 Schalthäuschen für den elektrischen Straßenbahnbetrieb, 54 Normaluhren, 39 ortsfeste Kioske und 279 Bedürfnisanstalten aller Art. Hinzu kamen für den (ab 1920) Bereich von Groß-Berlin jene Straßenmöbel der Vorortgemeinden.

## Bekannte Architekten und Designer
Der österreichische Architekt Luigi Blau hat in Wien Arbeiten im Rahmen der Stadtmöblierung entworfen, Sitzbänke, Blumenkübel und Kleidercontainer. Im Garten des Museums Het Schip in Amsterdam zeigt eine Ausstellung verschiedene Stadtmöbel im Stil der Amsterdamer Schule, unter anderem von Pieter Lucas Marnette (1888–1948) und Anton Kurvers (1889–1940).

## Normen
Vom Deutschen Institut für Normung e. V. ist die DIN EN 13198 (Stand Juli 1998) „Betonfertigteile – Straßenmöbel und Gartengestaltungselemente“ entwickelt worden. Das Dokument legt die Leistungsanforderungen an vorgefertigte Straßenmöbel und Gartengestaltungselemente aus Beton fest. Definitionen für Straßenmöbel sind darin nicht beschrieben. Vorgefertigte nichttragende Produkte und Zubehörteile können in öffentlichen und privaten Bereichen eingesetzt werden. Die DIN EN 13198 gilt zudem nicht für Pflastersteine, Gehwegplatten, Bordsteine, Zäune, Entwässerungskanäle, Sicherheitsbarrieren oder Schallschutzwände, die ihrerseits keine Stadtmöbel sind.